# 黄輔辰
黄 輔辰（こう ほしん、Huang Fuchen、1798年 - 1866年）は、清の官僚。字は星北、号は琴塢。
貴州省貴筑県（現在の貴陽市）出身。1835年に進士となり、吏部主事・郎中を歴任した。常々正論を述べ、上役にも屈しなかったので「硬黄」と称された。1851年、山西省で知府をしていたが、貴州省でミャオ族などの民衆蜂起が起きたため、帰郷して団練を組織して貴筑県の防衛にあたった。その功績で道員に昇進した。1859年、アロー戦争の際には直隷の前線で軍務にあたった。その後、四川総督駱秉章の幕下に入った。
陝西省で回民蜂起が発生すると、土地が荒廃したため、陝西巡撫劉蓉が開墾を推し進めることとなったが、黄輔辰は『営田輯要』3巻を著して開墾政策について述べた。1866年、陝西鳳邠塩法道員となって開墾事業や築堤を行い、さらに産給書院・義学・養済院・育嬰堂・種痘局を創設した。子に黄彭年がいる。